# 上信ハイヤー
上信ハイヤー株式会社（じょうしんハイヤー）は、群馬県高崎市に本社を置く上信電鉄グループのタクシー事業者である。群馬県の中毛・西毛交通圏で営業している。

乗合タクシー、コミュニティバスの受託運行も行っている。

## 沿革
- 1975年5月1日 - 設立。
- 1975年5月21日 - 営業開始。

## 本社及び営業所
| 事業所             | 所在地                              |
| ------------------ | ----------------------------------- |
| 本社及び高崎営業所 | 群馬県高崎市江木町118-2             |
| 藤岡営業所         | 群馬県藤岡市藤岡835-9               |
| 吉井営業所         | 群馬県高崎市吉井町吉井212           |
| 富岡営業所         | 群馬県富岡市富岡1598-3              |
| 下仁田営業所       | 群馬県甘楽郡下仁田町大字下仁田384-2 |
| 安中営業所         | 群馬県安中市安中2-10-7              |

## 路線
乗合タクシー
富岡市で運行している。
額部線
- 富岡駅 - 東富岡駅 - 総合病院 - 宮本町 - 七日市病院 - 岩染入口 - 宮城 - 岩染入口 - 額部公民館 - 歴史資料館 - 富岡実業 - 宮本町 - 総合病院 - 東富岡駅 - 富岡駅
  - →方向が内回り、←方向が外回り
  - 日曜日運休

黒岩線
- 富岡駅 - 七日市病院 - 総合公園 - 黒岩公民館 - 富岡駅 - 総合病院
  - 日曜日運休

田篠線
- 総合病院 - 田篠団地 - 下曽木 - 総合病院 - 富岡駅

小野線
- 富岡駅 - 宮本町 - 東富岡駅 - 総合病院 - 東富岡駅 - （コミュニティセンター） - 下高尾 - こまち前
  - 日曜日運休

丹生線
- 富岡駅 - 東富岡駅 - 総合病院 - 宮本町 - 七日市病院 - 下り松 - 駅入口 - 宮崎公園 - 原 - 岡部温故館
  - 日曜日運休

菅原線
- 富岡駅 - 総合病院 - 富岡小学校 - 七日市病院 - 下り松 - 本村公会堂 - 北山 - 妙義ふれあいプラザ - 北山 - 菅原

コミュニティバス
- しもにたバス （下仁田町）
- 藤岡市めぐるん （藤岡市）
- 高崎市内循環バスぐるりん （高崎市）
- 上野三碑めぐりバス (吉井駅 - 多胡碑 - 山上碑 - 山名八幡宮 - 金井沢碑)